# ト字たかお
ト字 たかお（とじ たかお〔本名及び旧芸名：平井 高雄〕、1948年7月25日 - ）は、新潟県出身の日本の俳優。身長178 cm。体重64 cm。血液型はAB型。希楽星所属。

## 略歴
新潟県立見附高等学校卒業後、東京芸術座に在籍していたが、40才を区切りに退団し、タレント業に進出。

## 人物
趣味は読書、ウォーキング、クッキング、市場調査。
長所は喜劇を演じられるところ、短所は不器用なところ。
妻、2人の子供、母、弟と暮らしている。

## 出演

### 映画
- 「3-4X10月」（1990年9月15日） - 客 役
- 「遊びの時間は終らない」（1991年10月5日）
- 「キッズ・リターン」（1996年7月27日） - 組長を自転車から撃つヤクザ 役
- 「HANA-BI」（1998年1月24日） - 孫を連れた男 役
- 「ショムニ」（1998年6月10日） - 石川専務 役
- 「KEEP ON ROCKIN'」（2003年11月2日）
- 「デスノート」（2006年6月17日）
- 「砂時計」（2008年4月26日） - 滝田 役
- 「シャッター」（2008年9月6日）
- 「おくりびと」（2008年9月13日） - 遺体 役
- 「書道ガールズ!! わたしたちの甲子園」（2010年5月15日）
- 「ヒーローショー」（2010年5月29日） - 団体観光客 役
- 「おにいちゃんのハナビ」（2010年9月25日）
- 「プリンセス・トヨトミ」（2011年5月28日） - 蜂須賀組・組長 役

### テレビドラマ

#### NHK
- 大河ドラマ
  - 「獅子の時代」（1980年1月6日 - 12月21日）
  - 「峠の群像」
    - 第25話「仇討ちはさせぬ」（1982年6月27日） - 用人 役
    - 第43話「上野介は偽者」（1982年10月31日） - 吉良の偽物 役

  - 「徳川家康」第28話（1983年7月17日） - 勅使 役
  - 「春の波涛」第16話（1985年4月21日） - 議員 役
  - 「春日局」第26話（1989年7月2日） - 藤堂高虎 役
  - 「翔ぶが如く」第11話（1990年3月25日） - 太田資始 役
  - 「太平記」
    - 第27話「公家か武家か」（1991年7月7日） - 武将 役
    - 第29話「大塔宮逮捕」（1991年7月21日） - 武将 役
    - 第31話「尊氏叛く」（1991年8月4日） - 伊賀兼光 役
    - 第33話「千寿王と不知哉丸」（1991年8月18日） - 伊賀兼光 役
    - 第35話「大逆転」（1991年9月1日） - 武将 役

  - 「信長 KING OF ZIPANGU」第22話（1992年5月31日）
  - 「琉球の風 DRAGON SPIRIT」第17話（1993年5月2日）
  - 「炎立つ」第34話・最終話（1994年3月6日・3月13日） - 武将 役
  - 「秀吉」第31話（1996年8月11日）
  - 「元禄繚乱」第46話・第47話（1999年11月21日・11月28日） - 服部嵐雪 役
  - 「葵 徳川三代」第10話（2000年3月12日） - 杉浦久勝 役
  - 「いだてん〜東京オリムピック噺〜」第39話（2019年10月13日）[4]
- 土曜ドラマ
  - 「横浜物語」（1982年） - 労組員
  - 「新十津川物語 昭和編」前編・後編（1992年9月19日・26日） - 菊松 役
- 連続テレビ小説
  - 「澪つくし」（1985年4月1日 - 10月5日）
  - 「かりん」第108話（1994年2月11日） - 客 役
  - 「こころ」第100話・第101話（2003年7月24日・7月25日）
- 「詩城の旅びと」第1話・最終話（1989年10月9日・11月6日）
- 「大石内蔵助 冬の決戦」（1991年1月1日）
- 「藏」第1話・第2話（1995年6月4日・6月11日、NHK BS2） - 彦造 役
- 「私の中の誰か 買い物依存症の女たち」最終話（1998年6月27日）
- 「ズッコケ三人組3」第3話（2001年4月21日） - 印刷会社社長 役
- 「菊亭八百善の人びと」第2話・第3話（2004年4月5日・4月12日）
- 「ルームシェアの女」第17話（2005年2月7日）
- 「離婚同居」第1話（2010年5月18日） - 一之瀬寿太郎 役
- 「書店員ミチルの身の上話」第9話（2013年3月5日）
- 「桜ほうさら」（2014年1月1日）
- 「ラギッド!」第1話（2015年2月21日、NHK BSプレミアム）
- 「最後のレストラン」第1話（2016年4月26日、NHK BSプレミアム）
- 「ミス・ジコチョー〜天才・天ノ教授の調査ファイル〜」第4話（2019年11月8日） - 葬儀屋 役
- 「ピンぼけの家族」（2020年3月4日、NHK BSプレミアム）

#### 日本テレビ
- 「子供が寝たあとで」第9話（1992年6月13日） - タクシー運転手 役
- 「家なき子」第1話（1994年4月16日）
- 「金田一少年の事件簿 学園七不思議殺人事件」（1995年4月8日） - 化学教師 役
- 火曜サスペンス劇場 → DRAMA COMPLEX
  - 「警部補 佃次郎」第2作（1996年11月12日） - 女子高生売春の客 役
  - 「火垂るの墓―ほたるのはか―」（2005年11月1日）
  - 「薔薇の微笑 ～愛すれど心哀しく～」（2006年7月4日） - 弔問客 役
- 「サイコメトラーEIJI2」最終話（1999年12月18日）
- 「ごくせん 第1シリーズ」第3話（2002年5月1日）
- 「ゴールデンボウル」第6話（2002年5月25日）
- 「東京庭付き一戸建て」第3話（2002年7月24日）
- 「サイコドクター」第9話（2002年12月4日）
- 「よい子の味方 〜新米保育士物語〜」第3話（2003年2月1日）
- 「ぼくの魔法使い」第5話（2003年5月17日）
- 「彼女が死んじゃった。」最終話（2004年3月13日）
- 「瑠璃の島」第9話（2005年6月11日）
- 「プロポーズ 本当にあったプロポーズにまつわる3つの物語」（2005年6月29日）
- 「喰いタン」第6話（2006年2月18日）
- 「CAとお呼びっ!」第1話（2006年7月5日）
- 「セレンディップの奇跡」（2007年3月12日）
- 「銭華」第2作（2007年4月4日） - 平井 役
- 「セクシーボイスアンドロボ」第4話（2007年5月1日） - 警備員 役
- 「正義の味方」第8話（2008年8月27日） - 松山宗平 役
- 「RESET」第2話（2009年1月22日）
- 「キイナ〜不可能犯罪捜査官〜」第8話（2009年3月11日） - 住民 役
- 「赤鼻のセンセイ」第2話（2009年7月15日） - タクシー運転手 役
- 「黄金の豚-会計検査庁 特別調査課-」第2話（2010年10月27日） - たいやき屋店主 役
- 「高校生レストラン」第3話（2011年5月21日） - アナウンサー 役
- 24時間テレビ ドラマスペシャル「生きてるだけでなんくるないさ」（2011年8月20日） - 人形焼屋 役
- 「Woman」第1話・第5話（2013年7月3日・7月31日）
- 「家売るオンナ」第9話（2016年9月7日） - 雨宮嘉一 役
- 「レンタル救世主」第4話（2016年10月30日） - 警備員 役
- 「視覚探偵 日暮旅人」第5話（2017年2月19日） - 店長 役
- 「母になる」第1話（2017年4月12日） - 柏崎オートの工員 役
- 「ウチの夫は仕事ができない」第9話（2017年9月9日）
- 金曜ロードSHOW!「天才を育てた女房」（2018年2月23日） - 質屋 役
- 「ドロ刑 -警視庁捜査三課-」第4話（2018年11月3日）
- 「DASADA」第7話（2020年2月27日）
- 「逃亡医F」第4話（2022年2月5日） - 服屋店主 役
- 「ダマせない男」（2022年3月26日） - ビルの設備管理者 役

#### TBS
- 「ふたたび! 兄貴に乾杯!」（1992年4月3日）[5]
- 「眠れない夜をかぞえて」第4話（1992年5月7日）
- 「高校教師」最終話（1993年3月19日）
- 「さくらももこランド・谷口六三商店」第5話（1993年5月10日）
- 「スウィート・ホーム」第4話（1994年1月30日）
- 「人間・失格〜たとえばぼくが死んだら」（1994年7月8日 - 9月23日）
- 「私、味方です」第1話（1995年1月12日）
- 「愛していると言ってくれ」第8話（1995年8月25日）
- 月曜ドラマスペシャル → 月曜ゴールデン
  - 「名探偵キャサリン」第1作（1996年4月22日）
  - 「陰の季節」第2作（2001年1月29日） - 監察官室長 役
  - 「浅見光彦シリーズ」第15作（2001年3月19日） - 毎朝新聞社大船渡支局 役
  - 「財務捜査官 雨宮瑠璃子」第8作（2014年7月21日） - 小早川大輔 役
- 「天までとどけ6」（1997年2月17日 - 4月11日） - 木島 役
- 「職員室」第1話（1997年7月4日）
- 「さしすせそ!?」最終話（1997年12月26日）
- 「週末婚」最終話（1999年7月2日）
- 「17年目のパパへ」（2001年1月4日）
- 「マリア」第8話（2001年8月29日）
- 「モーニング娘。新春! LOVEストーリーズ 伊豆の踊子」（2002年1月2日）
- 「木更津キャッツアイ」第1話（2002年1月18日）
- 「ヨイショの男」第1話・第6話（2002年4月14日・5月19日） - 武田部長 役
- 「ぼくが地球を救う」第8話（2002年8月22日）
- 「さとうきび畑の唄」（2003年9月28日）
- 「ケータイ刑事 銭形泪 2ndシリーズ」第2話（2004年4月11日、BS-i）
- 「渡る世間は鬼ばかり」
  - 「渡る世間は鬼ばかり 第7シリーズ」第16話（2004年7月15日）
  - 「渡る世間は鬼ばかり 第9シリーズ」第40話（2009年1月22日）
- 「ケータイ刑事 銭形零 1stシリーズ」第6話（2004年11月7日、BS-i）
- 「聞かせてよ愛の言葉を」第6話（2005年2月28日）
- 「広島 昭和20年8月6日」（2005年8月29日）
- 「ブラザー☆ビート」第9話（2005年12月8日）
- 「がきんちょ〜リターン・キッズ〜」第11話・第15話（2006年8月14日・8月18日） - 警官 役
- 「孤独の賭け〜愛しき人よ〜」第1話（2007年4月12日）
- 「温泉へGo!」第10話（2008年9月12日） - 折本義正 役
- 「特上カバチ!!」第1話・第2話（2010年1月17日・1月24日） - 小日本印刷の社長 役
- 「華和家の四姉妹」第3話（2011年7月24日） - タクシー運転手 役
- 「ATARU」第3話（2012年4月29日） - タクシー運転手 役
- 「終電バイバイ」第4話（2013年2月4日） - 部長 役[6]
- 「家族狩り」第1話・第7話（2014年7月4日・8月15日） - 春夫 役

#### フジテレビ
- 「女商一代 やらいでか!」（1981年1月5日 - 9月25日） - 巡査 役
- 「君は海を見たか」第5話・第9話（1982年11月12日・12月10日）
- 世にも奇妙な物語
  - 「モルモット」（1991年2月28日）
  - 「ニュースおじさん」（1991年10月3日）
  - 「ハッピーバースデー・ツー・マイホーム」（1991年12月26日）
  - 「箱の中」（1992年6月25日）
  - 「最後の喫煙者」（1995年1月4日）
  - 「殺人者の高橋さん」（1995年10月4日）
  - 「先生の「あんなこと」」（1996年1月4日） - 同僚教師 役
  - 「公園デビュー」（1996年10月2日） - 公園管理人 役
  - 「主婦さち子の秘かな愉しみ」（1996年12月24日） - 臼井輝男 役
  - 「5分後の女」（1998年4月8日）
  - 「銃男」（2000年3月27日） - 椎名社長 役
  - 「断定男」（2000年10月4日） - サラリーマン 役
  - 「ドラマティックシンドローム」（2001年10月4日） - サラリーマン 役
  - 「カウントダウン」（2007年10月2日） - 小高教頭 役
- 「忠臣蔵 風の巻・雲の巻」（1991年12月13日）
- 「君のためにできること」第8話・第9話（1992年8月24日・8月31日）
- 「if もしも」
  - 第2話「彼女がすわるのは左のイスか右のイスか」（1993年5月6日）
  - 第12話「緊急事態! 飛行機で行くか? 新幹線で行くか?」（1993年8月5日）
- 「古畑任三郎」
  - 「古畑任三郎 1st season」第7話（1994年5月25日） - ガードマン 役
  - 「古畑任三郎 2nd season」第6話（1996年2月14日）
  - 「古畑任三郎 VS SMAP」（1999年1月3日） - 舞台スタッフ 役
- 「お金がない!」第1話（1994年7月6日）
- 「ハートにS」第12話（1995年7月3日）
- 金曜エンタテイメント → 金曜プレステージ
  - 「多摩湖畔殺人事件」（1995年9月15日）
  - 「テロリストのパラソル」（1996年11月15日）
  - 「湾岸署婦警物語 初夏の交通安全スペシャル」（1998年6月19日） - 年配の巡査 役
  - 「噂の女人情詐欺師 早苗とたまき・涙の事件簿」第2作（1998年9月18日） - アパートの管理人 役
  - 「盗撮 覗かれた主婦」（2000年3月24日） - 管理人 役
  - 「女の一代記 越路吹雪・愛の生涯〜この命燃えつきるまで私は歌う〜」（2005年11月25日） - 小林秀雄 役
  - 「生きててもいい…? ～ひまわりの咲く家～」（2006年3月3日）
  - 「はだしのゲン」（2007年8月10日） - 豪邸の主人 役
  - 「気象予報士・大沢富士子の事件ファイル」（2007年11月16日） - 島崎社長 役
  - 「森村誠一サスペンス 捜査線上のアリア」（2012年6月22日）
- 「まだ恋は始まらない」（1995年10月16日 - 12月18日）
- 「コーチ」第1話（1996年7月4日）
- 「ビーチボーイズ」第5話（1997年8月4日）
- 「成田離婚」第4話・第5話（1997年11月5日・11月12日）
- 「立入禁止! STAFF ONLY」第5話（1998年2月2日）
- 「ニュースの女」最終話（1998年3月18日）
- 「ショムニ 第1シリーズ」第9話（1998年6月10日） - 石川専務 役
- 「ブラザーズ」最終話（1998年6月29日）
- 「世界で一番パパが好き」第1話（1998年7月8日）
- 「GTO」最終話（1998年9月22日） - 教師 役
- 「その男の恐怖」（1998年9月29日） - 社長 役
- 「板橋マダムス」第3話（1998年10月28日）
- 「ソムリエ」第8話（1998年12月1日）
- 「殴る女」第9話（1998年12月8日） - 計量係員 役
- 「天使のお仕事」第2話（1999年1月13日）
- 「リング〜最終章〜」第4話（1999年1月28日）
- 「お水の花道」
  - 「お水の花道 女30歳ガケップチ」第5話（1999年2月3日）
  - 「新・お水の花道」第5話（2001年5月8日）
- 「ナオミ」第8話（1999年6月2日） - ホテル従業員 役
- 「小市民ケーン」第3話（1999年7月20日） - 理容師 役
- 「OUT〜妻たちの犯罪〜」第4話（1999年11月2日）
- 「イマジン」第2話（2000年1月18日）
- 「天気予報の恋人」第3話・第5話・第10話（2000年4月24日・5月8日・6月12日）
- 「ショカツ」第10話（2000年6月13日）
- 「花村大介」第2話（2000年7月11日）
- 「神様のいたずら」第9話（2000年12月5日）
- 「涙をふいて」第10話（2000年12月13日）
- 「HERO」第7話（2001年2月19日） - 松原重彦 役
- 「私を旅館に連れてって」第2話（2001年4月18日）
- 「できちゃった結婚」第6話（2001年8月6日）
- 「Fighting Girl」第9話（2001年8月29日）
- 「救命病棟24時 第2シリーズ」第10話・第11話（2001年9月4日・9月11日） - 光陽銀行の社員 役
- 「スタアの恋」第2話・第5話（2001年10月18日・11月8日）
- 「初体験」第5話（2002年2月5日）
- 「ビッグマネー!〜浮世の沙汰は株しだい〜」第1話・第2話・第4話 - 第6話・第9話・第11話・最終話（2002年4月11日・4月18日・5月2日 - 5月16日・6月6日・6月20日・6月27日） - 宮前 役
- 「ランチの女王」第1話・最終話（2002年7月1日・9月16日） - キッチン・マカロニの客 役
- 「天体観測」第10話（2002年9月3日）
- 「天才柳沢教授の生活」第1話 - 最終話（2002年10月16日 - 12月11日） - 国際文化大学の守衛 役
- 「ダイヤモンドガール」第1話・第2話・最終話（2003年4月9日・4月16日・6月25日）
- 「東京ラブ・シネマ」第2話（2003年4月21日） - 泉谷 役
- 「WATER BOYS」第6話（2003年8月5日） - スイミングスクールオーナー 役
- 「ハコイリムスメ!」第9話（2003年12月2日）
- 「離婚弁護士」第9話（2004年6月10日） - 一郎 / 二郎 / 三郎 / 四郎 / 五郎 / 六郎 / 七子 役
- 「人間の証明」第1話（2004年7月8日）
- 「2H」第1話 - 最終話（2004年8月2日 - 8月23日） - 野口教授 役
- 「犯人デカ」第2話（2004年9月6日） - 小田原次晴 役
- 「徳川綱吉 イヌと呼ばれた男」（2004年12月28日）
- 「ココリコミラクルタイプドラマスペシャル こんな女は嫌われるSP」（2005年1月5日）
- 「恋におちたら〜僕の成功の秘密〜」第1話・最終話（2005年4月14日・6月23日） - 西村 役
- 「危険なアネキ」第1話 - 最終話（2005年10月17日 - 12月19日）
- 「チェケラッチョ!! in TOKYO」第1話・第3話 - 第6話・第8話 - 最終話（2006年4月12日・4月26日 - 5月17日・5月31日 - 6月14日） - 校長 役
- 「トップキャスター」第1話 - 最終話（2006年4月17日 - 6月26日） - 蟹原三郎 役
- 「拝啓、父上様」第1話・第3話（2007年1月11日・1月25日） - 佐甲 役
- 土曜プレミアム
  - 「新・美味しんぼ」
    - 第1作（2007年1月20日）
    - 第2作「華麗なる料理の対決 士郎の究極のメニュー雄山の至高のメニュー因縁の父子の愛憎劇と2人を繋ぐ秘密の味」（2007年11月17日）
    - 第3作「海原雄山VS究極七人のサムライ!」（2009年11月14日）

  - 「ナースのお仕事 再会編」（2014年11月1日） - 長瀬一也 役
- 「プロポーズ大作戦」第1話（2007年4月16日） - 甲子園予選主審 役
- 「となりのクレーマー」（2008年1月6日）
- 「白と黒」第6話・第7話・最終話（2008年7月7日・7月8日・9月26日）
- 「モンスターペアレント」第2話（2008年7月8日） - 鈴木重明 役
- 「CHANGE」最終話（2008年7月14日） - 桜木 役
- 「33分探偵」第6話（2008年9月6日） - 神主 役
- 「アベレイジ」第2作（2008年10月11日） - 初老社員 役
- 「ヴォイス〜命なき者の声〜」第8話（2009年3月2日） - 佐野修造 役
- 「婚カツ!」第1話・第8話 - 最終話（2009年4月20日・6月8日 - 6月29日） - 宮島 役
- 「夏の秘密」第2話・第18話・第19話・第22話・第23話・第35話・第56話 - 第58話・第64話・最終話（2009年6月2日・6月24日・6月25日・6月30日・7月1日・7月17日・8月17日 - 8月19日・8月27日・8月28日） - 源治 役
- 「インディゴの夜」（2010年1月5日 - 4月2日） - 東徹男 役
- 「地デジカ家族2」第1話 - 第3話・最終話（2011年1月24日 - 1月26日・1月28日） - 山田三郎 役
- 「スクール!!」第4話・第5話（2011年2月6日・2月13日） - 大橋のアパートの大家 役
- 「プロポーズ兄弟〜生まれ順別 男が結婚する方法〜」第4話（2011年2月24日） - 定食屋の店員 役
- 「ステップファザー・ステップ」第3話（2012年1月23日） - 住人 役
- 「ラッキーセブン」第3話（2012年1月30日） - ビルの管理人 役
- 「カエルの王女さま」第2話（2012年4月19日）
- 「主に泣いてます」第4話（2012年8月11日） - 客 役
- 「リッチマン、プアウーマン」第10話（2012年9月10日） - 刑務官 役
- 「PRICELESS〜あるわけねぇだろ、んなもん!〜」第1話（2012年10月22日） - 質店店主 役
- 「幸せの時間」第20話（2012年12月3日）
- 「タガーリン」第1話（2013年4月13日）
- 新春ドラマスペシャル
  - 「鍵のかかった部屋 スペシャル」（2014年1月3日） - 朝妻貢 役
  - 「坊つちやん」（2016年1月3日） - 松山中学校の職員 役
- 「別れたら好きな人」第33話 - 第36話・第38話・第39話（2015年11月12日 - 11月17日・11月19日・11月20日） - めぐみの家族 役
- 「ナオミとカナコ」第4話 - 第9話（2016年2月4日 - 3月10日） - 坂下 役
- 「モトカレマニア」第5話（2019年11月14日）
- 「磯野家の人々〜20年後のサザエさん〜」（2019年11月24日） - 居酒屋の店員 役
- 「全っっっっっ然知らない街を歩いてみたものの Season 1」第3話（2021年3月31日）
- 「元彼の遺言状」第1話 - 最終話（2022年4月11日 - 6月20日） - 神田フミオ 役[7]

#### テレビ朝日
- 「はぐれ刑事純情派 第4シリーズ」第12話（1991年6月19日） - カプセルホテル 役
- 「七人の女弁護士 第3シリーズ」第5話（1993年2月4日）
- 「ツインズ教師」第4話（1993年5月3日）
- 「危険な恋・ビオラの女」最終話（1993年8月3日）
- 土曜ワイド劇場
  - 「混浴露天風呂連続殺人」
    - 第12作「誘拐された美人社長の謎 温泉ギャルみちのく秘湯大追跡! 瀬波〜胎内〜白布〜新高湯〜五色〜滑川温泉」（1993年7月17日） - 山田 役
    - 第15作「那須高原に消えた美人ダンサーの秘密 “ヌードギャル”と“温泉の鉄人”秘湯ツアー 那須温泉郷〜甲子温泉」（1995年11月18日） - 相川勇 役
    - 第17作「謎の整形美女を追って列島温泉大縦断！特選ギャル爆発入湯!! 北海道洞爺湖温泉〜真狩温泉 ニセコ薬師温泉〜ひらふ温泉 秋田乳頭温泉〜信州白骨温泉 九州桜島古里温泉〜妙見温泉 阿蘇地獄温泉〜由布院温泉」（1997年12月27日）

  - 「タクシードライバーの推理日誌」第4作（1994年10月1日）
  - 「殺人銀行」（2001年8月25日）
  - 「にんげんだもの」（2004年12月11日）
  - 「鉄道捜査官」第6作（2005年10月1日） - スーパーの店長 役
  - 「西村京太郎トラベルミステリー」第50作（2008年9月27日） - 久保 役
  - 「デパート仕掛け人!天王寺珠美の殺人推理」第2作（2008年10月18日） - 近藤商店店主 役
- 「ガラスの仮面 第2シリーズ」第5話（1998年5月11日）
- 「青い鳥症候群」第2話（1999年10月23日）
- 「はみだし刑事情熱系 PART6」第9話（2001年11月28日）
- 「最後の家族」第8話（2001年12月6日）
- 「ツーハンマン」第1話（2002年7月5日）
- 「負け組キックオフ」（2002年10月4日）
- 「特命係長 只野仁」
  - 「特命係長 只野仁 1stシーズン」最終話（2003年9月19日） - 佐々木 役
  - 「特命係長 只野仁 3rdシーズン」第9話（2007年3月9日） - 山崎万里 役
- 「独身3!!」第1話・最終話（2003年10月10日・12月19日）
- 「相棒」
  - 「相棒 season3」第14話（2005年2月16日） - 釣り人 役
  - 「相棒 season9」第3話（2010年11月10日） - 江頭 役
- 「アンナさんのおまめ」第3話（2006年10月27日）
- 「松本清張・最終章 わるいやつら」第7話（2007年3月2日） - 骨董屋の店主 役
- 「生きる」（2007年9月9日） - 睦月清正 役
- 「ラストメール2〜いちじく白書〜」第3話（2009年10月29日、BS朝日）
- 「サラリーマン金太郎 第2期」第1話・第2話（2010年1月8日・1月15日） - 野崎良助 役
- 「やまない雨はない」（2010年3月6日）
- 「検事・鬼島平八郎」第4話（2010年11月5日）
- 「犬を飼うということ〜スカイと我が家の180日〜」第3話（2011年4月29日） - 加納義和 役
- 「仮面ライダードライブ」第39話（2015年7月26日） - 免許試験官 役
- 「dele」第4話（2018年8月17日） - 火葬場職員 役

#### テレビ東京
- 「大江戸捜査網」第9話（1991年12月6日）
- 「お助け同心が行く!」第7話・第11話（1993年5月21日・6月18日）
- 「国産ひな娘」第19話（1999年8月11日）
- 「宮本武蔵」（2001年1月2日）
- 女と愛とミステリー → 水曜ミステリー9
  - 「悪の仮面」（2001年9月9日） - 不動産屋 役
  - 「坊さん弁護士・郷田夢栄」第1作（2003年1月29日）
  - 「殺意の川 尼寺説法殺人事件」（2004年3月3日） - 床屋 役
  - 「新米事件記者・三咲」第1作（2005年5月11日） - 三咲の上司 役
  - 「ブランド刑事」第1作（2006年1月18日） - 管理人 役
  - 「港町人情ナース」第1作（2006年9月20日） - 八百屋 役
  - 「神楽坂署生活安全課」第3作（2007年10月17日） - 中年男 役
  - 「介護ヘルパー紫雨子の事件簿」第2作（2013年9月4日） - 居酒屋の店主 役
- 「クピドの悪戯 虹玉」第1話 - 最終話（2006年10月13日 - 12月22日） - 睦月清正 役
- 「死化粧師 エンバーマー 間宮心十郎」第7話（2007年11月16日） - 初老の男 役[8]
- 「モリのアサガオ 新人刑務官と或る死刑囚「絆」の物語」第3話（2010年11月1日） - 社長 役
- 「勇者ヨシヒコと魔王の城」第6話（2011年8月12日） - リエン（魔法が解けた後） 役
- 「マルホの女〜保険犯罪調査員〜」第4話（2014年5月9日） - 田所 役
- 「三匹のおっさん2 〜正義の味方、ふたたび!!〜」最終話（2015年6月12日）
- 「ハラスメントゲーム」第6話（2018年11月19日） - マルオー物流社員 役
- 月曜プレミア8「十津川警部の事件簿」第1作（2020年5月25日） - 玉守病院の往診患者役

#### その他のテレビ局
- 「MBO ～経営権争奪・企業買収の行方」（2007年1月8日、WOWOW）
- 「都市伝説セピア」（2009年7月26日、WOWOW） - 評論家 役
- 「他人の家」（2010年4月4日、WOWOW） - 大木 役
- 「Oh!デビー」第1話（2011年10月1日、BSスカパー!） - 祖父 役
- 「震える牛」最終話（2013年7月14日、WOWOW）
- 「カッコウの卵は誰のもの」第5話（2016年4月24日、WOWOW）

### 配信ドラマ
- 「40女と90日間で結婚する方法」第3話（2009年5月1日、BeeTV） - やきとん「秋元屋」の主人 役
- 「ドクターY〜外科医・加地秀樹〜 第2弾」（2017年9月26日 - 10月31日、テレ朝動画） - 茂手木 役
- 「めぐる。」第2話（2021年） - 草壁 役[9]

### その他のテレビ番組
- 「OH!エルくらぶ」（1986年4月5日 - 1997年3月29日、テレビ朝日）
- 「ショコラ」第3回（2008年12月17日、日本テレビ）
- 「わたしが子どもだったころ」第86回（2009年9月30日、BShi）
- 「たったひとりの反乱」（2009年12月8日、NHK）
- 「祝女」最終回（2010年3月28日、NHK） - 住職 役

### ビデオドラマ
- 「ココだけの話」（2001年6月）
- 「東京フレンズ」（2006年8月12日）

### 舞台
- 「検察官」
- 「蟹工船」
- 「ベニスの商人」

### ラジオ
- NHKラジオ深夜便 ないとエッセー「脇役の言い分」（2012年2月20日 - 23日）

## 方言指導
- 「こゝろ」（1994年10月31日、テレビ東京）
- 「藏」第1話 - 最終話（1995年6月4日 - 7月9日、NHK BS2） - 新潟弁指導